# Командный чемпионат Африки по международным шашкам
Командный чемпионат Африки по международным шашкам — соревнование по шашкам, которое проводится Африканской конфедерацией шашек (CAJD) среди мужчин в классическом формате и формате блиц. Первый чемпионат состоялся в 1986 году. В 2021 году проходил также в формате блиц.

## Основная программа
| Дата | Место                | Золото                                                                 | Серебро                                                                       | Бронза                                                                           | Формат            |
| 1986 | Кот-д’Ивуар          | Сенегал · Макоду Н’Диайе · Малик Диалло · Хабиб Кане · Бубакар Диалло  | Мали · Мамина Н’Диайе                                                         | Кот-д’Ивуар · Дидье Куасси ·                                                     | турнир            |
| 2009 |                      | Гвинея · Мусса Камара · Абдулай Камара · Альфа Юла                     | Кот-д’Ивуар-2 · Эхиере Эжен Аман · Эдмон Антуан Бегре · Жан Клод Ахон         | Кот-д’Ивуар · Жюль Атсе · Марсель Бле Лида · Би Гоури Айме Хо                    | турнир            |
| 2015 | Абиджан, Кот-д’Ивуар | Камерун · Жан Марк Нджофанг · Леопольд Кугу · Томи Мбонго              | Сенегал · Макоду Н’Диайе · Басиру Ба · Моду Сек                               | Кот-д’Ивуар · Жюль Атсе · Адонис Ано · Эме Северин Йоан                          | турнир + плей-офф |
| 2021 | Яунде, Камерун       | Камерун · Жан Марк Нджофанг · Леопольд Кугу · Ландри Нга · Томи Мбонго | Кот-д’Ивуар · Жюль Атсе · Эдмон Антуан Бегре · Эме Северин Йоан · Реми Тиенуи | Республика Конго · Тардорел Итуа · Бледи Манзамби · Гамаэль Канда · Сезар Муанда | турнир            |

## Блиц
| Дата | Место          | Золото                                                                 | Серебро                                                                       | Бронза                                                                           | Формат |
| 2021 | Яунде, Камерун | Камерун · Жан Марк Нджофанг · Леопольд Кугу · Ландри Нга · Томи Мбонго | Кот-д’Ивуар · Жюль Атсе · Эдмон Антуан Бегре · Эме Северин Йоан · Реми Тиенуи | Республика Конго · Тардорел Итуа · Бледи Манзамби · Гамаэль Канда · Сезар Муанда | турнир |